# Félix Iñurrategi
Pour les articles homonymes, voir Iñurrategi.
 (mai 2014).
Félix Iñurrategi Iriarte, né le 1er avril 1967 à Aretxabaleta, mort le 28 juillet 2000 au Gasherbrum, est un alpiniste basque espagnol.

## Biographie
Avec son frère Alberto Iñurrategi, il forma une cordée d'alpinistes de renommée mondiale et participa à de nombreuses expéditions dans l'Himalaya.
Lors de l'une de ses premières expéditions dans l'Himalaya en 1990, il gravit le Pumori (7 161 m), en compagnie de son frère.
Il réussit à gravir douze des 14 sommets de plus de 8 000 mètres dans le monde.
Il disparut le 28 juillet 2000 dans un accident lors de la descente du Gasherbrum II. Son décès suscita une vive émotion au Pays basque et dans la communauté des himalayistes.
Peu après sa mort, fut créée en 2001 la « Felix Baltistan Fundazioa», ONG internationale dont l'objet est notamment de contribuer, en s'appuyant sur la population locale, au développement de la vallée de Hushe (Baltistan), région montagneuse isolée du nord du Pakistan.

## Ascensions
Chronologie des douze sommets de plus de 8 000 mètres gravis par Félix Iñurrategi :
- 1991 : Makalu (8 465 m), Népal ;
- 1992 : Everest (8 849 m), Népal ;
- 1994 : K2 ou Chogori (8 611 m), Pakistan.
- 1995 : Cho Oyu (8 201 m), Tibet ; Lhotse (8 516 m), Népal ;
- 1996 : Kanchenjunga (8 586 m), Népal ; Shisha Pangma (8 027 m), Tibet ;
- 1997 : Broad Peak (8 047 m), Pakistan ;
- 1998 : Dhaulagiri (8 167 m), Népal ;
- 1999 : Nanga Parbat (8 125 m), Pakistan ;
- 2000 : Manaslu (8 163 m), Népal ; Gasherbrum II (8 035 m), Pakistan.

## Sources et références
- Site de la Fondation "Felix Baltistan"
- Mort de Félix Iñurrategi

- (eu) Cet article est partiellement ou en totalité issu de l’article de Wikipédia en basque intitulé « Felix Iñurrategi » (voir la liste des auteurs).